# The Merrie Melodies Show
 (mai 2025).
Si vous disposez d'ouvrages ou d'articles de référence ou si vous connaissez des sites web de qualité traitant du thème abordé ici, merci de compléter l'article en donnant les références utiles à sa vérifiabilité et en les liant à la section « Notes et références ».
 (mai 2025).

The Merrie Melodies Show est une série d'animation américaine, coproduite par Warner Bros. Cartoons. La série est initialement diffusée en 1972 en syndication.

## Episodes
| No. | 1er cartoon                                | 2e cartoon                   | 3e cartoon                       |
| --- | ------------------------------------------ | ---------------------------- | -------------------------------- |
| 1   | Mexican Cat Dance                          | Daffy's Inn Trouble          | The Pied Piper of Guadalupe      |
| 2   | Mexican Boarders                           | Dog Gone People              | Swing Ding Amigo                 |
| 3   | Nuts and Volts                             | Honey's Money                | Daffy's Diner                    |
| 4   | Road to Andalay                            | A Scent of the Matterhorn    | Skyscraper Caper                 |
| 5   | Mucho Locos                                | Freudy Cat                   | Bugged by a Bee                  |
| 6   | The Music Mice-Tro                         | Martian Through Georgia      | Injun Trouble                    |
| 7   | A Squeak in the Deep                       | Suppressed Duck              | Señorella and the Glass Huarache |
| 8   | It's Nice to Have a Mouse Around the House | Snow Excuse                  | Merlin the Magic Mouse           |
| 9   | Rodent to Stardom                          | D' Fightin' Ones             | Corn Plastered                   |
| 10  | Fiesta Fiasco                              | Good Noose                   | Cool Cat                         |
| 11  | See Ya Later Gladiator                     | Birds Anonymous              | Chimp and Zee                    |
| 12  | Speedy Ghost to Town                       | Crows' Feat                  | Hocus Pocus Powwow               |
| 13  | Mexican Mousepiece                         | Tease for Two                | I Was a Teenage Thumb            |
| 14  | Assault and Peppered                       | The Last Hungry Cat          | Hippydrome Tiger                 |
| 15  | A-Haunting We Will Go                      | The Spy Swatter              | Rabbit Stew and Rabbits Too      |
| 16  | Pancho's Hideaway                          | Go Away Stowaway             | Shamrock and Roll                |
| 17  | Feather Finger                             | Corn on the Cop              | 3 Ring Wing Ding                 |
| 18  | Moby Duck                                  | Rebel Without Claws          | The Great Carrot Train Robbery   |
| 19  | A Message to Gracias                       | Quacker Tracker              | Fistic Mystic                    |
| 20  | Go Go Amigo                                | A Taste of Catnip            | Flying Circus                    |
| 21  | Chili Corn Corny                           | Bartholomew Versus the Wheel | Big Game Haunt                   |
| 22  | Daffy Rents                                | Nelly's Folly                | Bunny and Claude                 |
| 23  | The Astroduck                              | Banty Raids                  | Feud with a Dude                 |
| 24  | Well Worn Daffy                            | Aqua Duck                    | Louvre Come Back to Me!          |